# Императорское Российское автомобильное общество
Императорское Российское автомобильное общество (до 19 декабря 1909 года — Российское автомобильное общество) — первое национальное общество автомобилистов России, создано 15 мая 1903 года в Санкт-Петербурге, по инициативе автолюбителя П. П. Бекеля. 

## История
Осенью 1898 года в Санкт-Петербурге на отчётном заседании по итогам проведения первой в России «гонки моторов» в Царском селе было решено всем автомобилистам объединиться в клуб, задачей которого намечалось «внедрение и распространение механических экипажей и механического спорта».
В России 20 марта 1900 года первым организационно оформился и стал действовать «Московский автомобильный клуб», первым председателем которого был Николай Карлович фон Мекк. В Санкт-Петербурге 24 ноября 1902 года был основан Санкт-Петербургский Автомобиль-Клуб (СПАК). Шла подготовительная работа по объединению всех энтузиастов автомобильного дела в единую российскую организацию. Лидером инициативной группы был Павел Павлович Бекель. В результате 15 мая 1904 года было образовано Российское автомобильное общество (РАО), хотя годом его основания, который указан на эмблеме, был 1903 год.
Общество русских автомобилистов, было создано 15 мая 1903 года в столице империи городе Санкт-Петербург. В состав учредителей вошли 15 человек, включая нескольких генералов. Под своё покровительство общество сразу же принял Великий князь Михаил Александрович.
Для вступления в него требовались рекомендации не менее двух действительных членов, выплата вступительного взноса (50 рублей) и годового членского взноса (100 рублей). Общество имело своё помещение на Дворцовой набережной, техническую библиотеку, издавало журнал «Автомобиль», занималось организацией Международных автомобильных выставок в Петербурге, гонок, фиксировало национальные и международные рекорды. Членам РАО предоставлялись скидки при покупке бензина и масел, а также — при ремонте автомобилей.
19 декабря 1909 года Его Императорским Высочеством Николаем II обществу было пожаловано право именоваться «Императорским».
В 1911 году, Императорское Российское автомобильное общество заключило договор с Товариществом «Бр. Нобель» относительно «Бензиновых станций», и в России появились первые бензоколонки. Уже в 1914 году в крупных городах империи работало 440 таких станций.
К декабрю 1916 года «Императорское Российское автомобильное общество» насчитывало 424 действительных и пожизненных члена, из которых 24 женщины. Среди них значится и Мария Константиновна Рейтерн (рожд. Нарышкина, по первому браку княгиня Оболенская), с указанными адресами ее постоянного проживания в Санкт-Петербурге и в с.Ира Кирсановского уезда Тамбовской губернии. С высокой долей вероятности, Мария Константиновна Рейтерн была первой в Тамбовской губернии женщиной за рулем автомобиля.

## Руководство
Председатель комитета:
- 1903—1905: генерал-майор В. М. Безобразов.
- 1905—1908: граф В. В. Гудович.
- 1908—19??: князь А. Д. Оболенский.

## Первые автомобили в России
Первые автомобили появились в России в 1890-х годах. Большинство авторов, занимающихся историей автомобилестроения, сходятся в том, что первый автомобиль в России приобрёл в Одессе в 1891 году редактор «Одесского листка» В. В. Навроцкий. В 1892 году в Одессу впервые был поставлен французский автомобиль «Панар-Левассор». За ним последовали немецкие автомобили фирмы «Бенц».
В августе 1895 года состоялось первое непосредственное знакомство царя с экипажем, снабжённым бензиновым двигателем. Приводя этот факт, следует отметить оперативность Николая II в знакомстве с техническими новинками: по свидетельству ряда специалистов, первый иностранный автомобиль появился в Санкт-Петербурге 9 августа 1895 года.